# Distrikt Santiago de Challas
Der Distrikt Santiago de Challas liegt in der Provinz Pataz in der Region La Libertad im Westen von Peru. Der Distrikt wurde am 18. Juni 1987 gegründet. Er besitzt eine Fläche von 130 km². Beim Zensus 2017 wurden 2351 Einwohner gezählt. Im Jahr 1993 lag die Einwohnerzahl bei 3236, im Jahr 2007 bei 2797. Die Distriktverwaltung befindet sich in der etwa 3300 m hoch gelegenen Ortschaft Challas mit 816 Einwohnern (Stand 2017). Santiago de Challas liegt 18 km südsüdwestlich der Provinzhauptstadt Tayabamba.

## Geographische Lage
Der Distrikt Santiago de Challas liegt im Südwesten der Provinz Pataz am Ostufer des in Richtung Nordnordwest strömenden Río Marañón. Der Río Challas begrenzt den Distrikt im Nordwesten.
Der Distrikt Santiago de Challas grenzt im Westen an die Distrikte Alfonso Ugarte und Quiches (Provinz Sihuas), im Norden an die Distrikte Urpay und Tayabamba sowie im Osten und im Süden an den Distrikt Huancaspata.